# Arboreto conmemorativo de Itha T. Krumme
El Arboreto conmemorativo de Itha T. Krumme (en inglés: Itha T. Krumme Memorial Arboretum) es un parque público, así como arboreto y jardín botánico, de 2.2 acres de extensión, que se encuentra en Falls City, Nebraska.  

## Localización
Itha T. Krumme Memorial Arboretum West 25th and Stanton Lake Park Road, Falls City,  Richardson county Nebraska NE 68355, United States of America-Estados Unidos de América
Planos y vistas satelitales.40°04′10″N 95°36′43″O / 40.06944, -95.61194
El arboreto está abierto al público sin ninguna tarifa de entrada.

## Historia
Ahora se considera una "exposición viva" de árboles, arbustos y otras formas de vida vegetal que crecen en la región de Falls City. 
Tiene las características de "parque"-arboretum  tradicional, con plantas que necesitan cuidados adicionales para prosperar en la zona, así como una zona "natural" que muestra las plantas nativas adaptadas a las condiciones del parque.
Se encuentra con la denominación de un "Accredited Arboretum" desde 1993.
Está administrado por "The Richardson Foundation, Inc.", que es una organización sin ánimo de lucro 501 (c)(3).

## Colecciones
Hay unas 70 diferentes especies de plantas.  
Entre sus colecciones de plantas son de distinguir:
- Árboles autóctonos bien adaptados a las condiciones existentes en el lugar tal como "paw paw" (Asimina triloba), "shagbark hickory" (Carya ovata), .
- Todas las especies de Quercus nativas de Nebraska, "Bur Oak" (Quercus macrocarpa), "Black oak" (Quercus velutina), "Bear Oak" (Quercus ilicifolia), "red oak" (Quercus rubra). Alberga dos ejemplares de "Dwarf Chinkapin Oak" (Quercus prinoides), que son árboles campeones del Estado.
- 20 variedades de arbustos, hierbas, y flores silvestres tal como Echinaceas,